# Čini oboroženih sil Združenega kraljestva
Vojaški čini oboroženih sil Združenega kraljestva so razdeljeni na čine:
- britanske kopenske vojske
- britanske kraljeve mornarice
- britanskih kraljevih marincev
- RAF-a

## Tabela
| Slovensko ime                   | NATO razred*    | Britanska kopenska vojska                        | Kraljeva vojna mornarica      | Kraljevi marinci              | Kraljevo vojno letalstvo                                                   |
| ------------------------------- | --------------- | ------------------------------------------------ | ----------------------------- | ----------------------------- | -------------------------------------------------------------------------- |
| General armade / Admiral flote  | OF-10           | Field Marshal                                    | Admiral of the Fleet          | /                             | Marshal of the Royal Air Force                                             |
| General / Admiral               | OF-9            | General                                          | Admiral                       | General                       | Air Chief Marshal                                                          |
| Generalpodpolkovnik Viceadmiral | OF-8            | Lieutenant General                               | Vice Admiral                  | Lieutenant General            | Air Marshal                                                                |
| Generalmajor / Kontraadmiral    | OF-7            | Major General                                    | Rear Admiral                  | Major General                 | Air Vice Marshal                                                           |
| Brigadir / Kapitan              | OF-6            | Brigadier                                        | Commodore                     | Brigadier                     | Air Commodore                                                              |
| Polkovnik / Kapitan bojne ladje | OF-5            | Colonel                                          | Captain                       | Colonel                       | Group Captain                                                              |
| Podpolkovnik / Kapitan fregate  | OF-4            | Lieutenant Colonel                               | Commander                     | Lieutenant Colonel            | Wing Commander                                                             |
| Major / Kapitan korvete         | OF-3            | Major                                            | Lieutenant Commander          | Major                         | Squadron Leader                                                            |
| Stotnik / Poročnik bojne ladje  | OF-2            | Captain                                          | Lieutenant                    | Captain                       | Flight Lieutenant                                                          |
| Nadporočnik / Poročnik fregate  | OF-1            | Lieutenant                                       | Sub Lieutenant                | Lieutenant                    | Flying Officer                                                             |
| Poročnik Poročnik korvete       | OF-1            | Second Lieutenant                                | Sub Lieutenant                | Second Lieutenant             | Pilot Officer                                                              |
| /                               | OF(D)           | Officer Designate                                | Midshipman                    | /                             | Officer Designate                                                          |
| /                               | Student Officer | Officer Cadet                                    | Officer Cadet                 | Officer Cadet                 | Officer Cadet                                                              |
| Višji štabni praporščak         | E9              |                                                  |                               |                               |                                                                            |
| Štabni praporščak               | E9              | Conductor (WO1)                                  | Warrant Officer Class 1 (WO1) | Warrant Officer Class 1 (WO1) | Master Aircrew (MAcr)                                                      |
| Višji praporščak                | E9              | Warrant Officer Class 1 (WO1)                    | Warrant Officer Class 1 (WO1) | Warrant Officer Class 1 (WO1) | Warrant Officer (WO)                                                       |
| Praporščak                      | E8              | Quartermaster Sergeant (WO2)                     | Warrant Officer Class 2 (WO2) | Warrant Officer Class 2 (WO2) | /                                                                          |
| Višji štabni vodnik             | E8              | Warrant Officer Class 2 (WO2)                    | Warrant Officer Class 2 (WO2) | Warrant Officer Class 2 (WO2) | /                                                                          |
| Štabni vodnik                   | E7              | Staff Sergeant (SSgt)                            | Chief Petty Officer (CPO)     | Colour Sergeant (CSgt)        | Flight Sergeant (FS)                                                       |
| Štabni vodnik                   | E7              | Staff Sergeant (SSgt)                            | Chief Petty Officer (CPO)     | Colour Sergeant (CSgt)        | Chief Technician (CT)                                                      |
| Višji vodnik                    | E6              | Sergeant (Sgt)                                   | Petty Officer (PO)            | Sergeant (Sgt)                | Sergeant (Sgt)                                                             |
| Vodnik                          | E5              | Sergeant (Sgt)                                   | Petty Officer (PO)            | Sergeant (Sgt)                | Sergeant (Sgt)                                                             |
| Naddesetnik                     | E4              | Corporal (Cpl) or Bombardier (Bdr)               | Leading Rate                  | Corporal (Cpl)                | Corporal (Cpl)                                                             |
| Desetnik                        | E3              | Lance Corporal (LCpl) or Lance Bombardier (LBdr) | /                             | Lance Corporal (LCpl)         | Lance Corporal (LCpl) (RAF Regiment only)                                  |
| Poddesetnik                     | E2              | Private                                          | Able Seaman                   | Marine (Mne)                  | Senior Aircraft(wo)man (SAC) or Senior Aircraft(wo)man Technician (SAC(T)) |
| Poddesetnik                     | E2              | Private                                          | Able Seaman                   | Marine (Mne)                  | Leading Aircraft(wo)man (LAC)                                              |
| Vojak                           | E1              | Private                                          | /                             | /                             | Aircraft(wo)man (AC)                                                       |